# Хонеггер, Фриц
Фриц Хонеггер (нем. Fritz Honegger; 25 июля 1917, Хауптвиль-Готтсхаус — 4 марта 1999, Цюрих) — швейцарский политик, президент в 1982 году.

## Биография
Сын текстильного предпринимателя, окончил школу и университет в Цюрихе. Там же получил степень доктора экономики. В 1944 году стал секретарём в «Zürcherischen Seidenindustrie-Gesellschaft», а с 1961 года — президентом Торгово-промышленной палаты Цюриха.
Его политическая карьера началась в 1957 году, когда он был избран в Кантональный совет Цюриха (до 1975). С 1958 по 1966 год занимал должность мэра Рюшликона. В 1967—1977 гг. был членом Совета кантонов парламента Швейцарии. Также возглавлял Радикально-демократическую партию с 1974 по 1978 год. 7 декабря 1977 года в первом туре избран в Федеральный совет Швейцарии.
- 7 декабря 1977 — 31 декабря 1982 — член Федерального совета Швейцарии.
- 1 февраля 1978 — 31 декабря 1982 — начальник департамента (министр) экономики.
- 1 января — 31 декабря 1981 — вице-президент Швейцарии.
- 1 января — 31 декабря 1982 — президент Швейцарии.

После своей отставки занимал посты в руководстве нескольких компаний (в том числе «Credit Suisse», «Elektrowatt», «Neue Zürcher Zeitung») и общественных организаций (Фонд Песталоцци, Швейцарский фонд помощи спорту).